# حاله النعیم
حاله النعیم (به عربی: حالة النعیم) یک منطقهٔ مسکونی در بحرین است که در خلیج فارس واقع شده‌است. حاله النعیم ۰٫۲۷ کیلومتر مربع مساحت و ۱٬۰۰۰ نفر جمعیت دارد و ۱۵ متر بالاتر از سطح دریا واقع شده‌است.

## نگارخانه

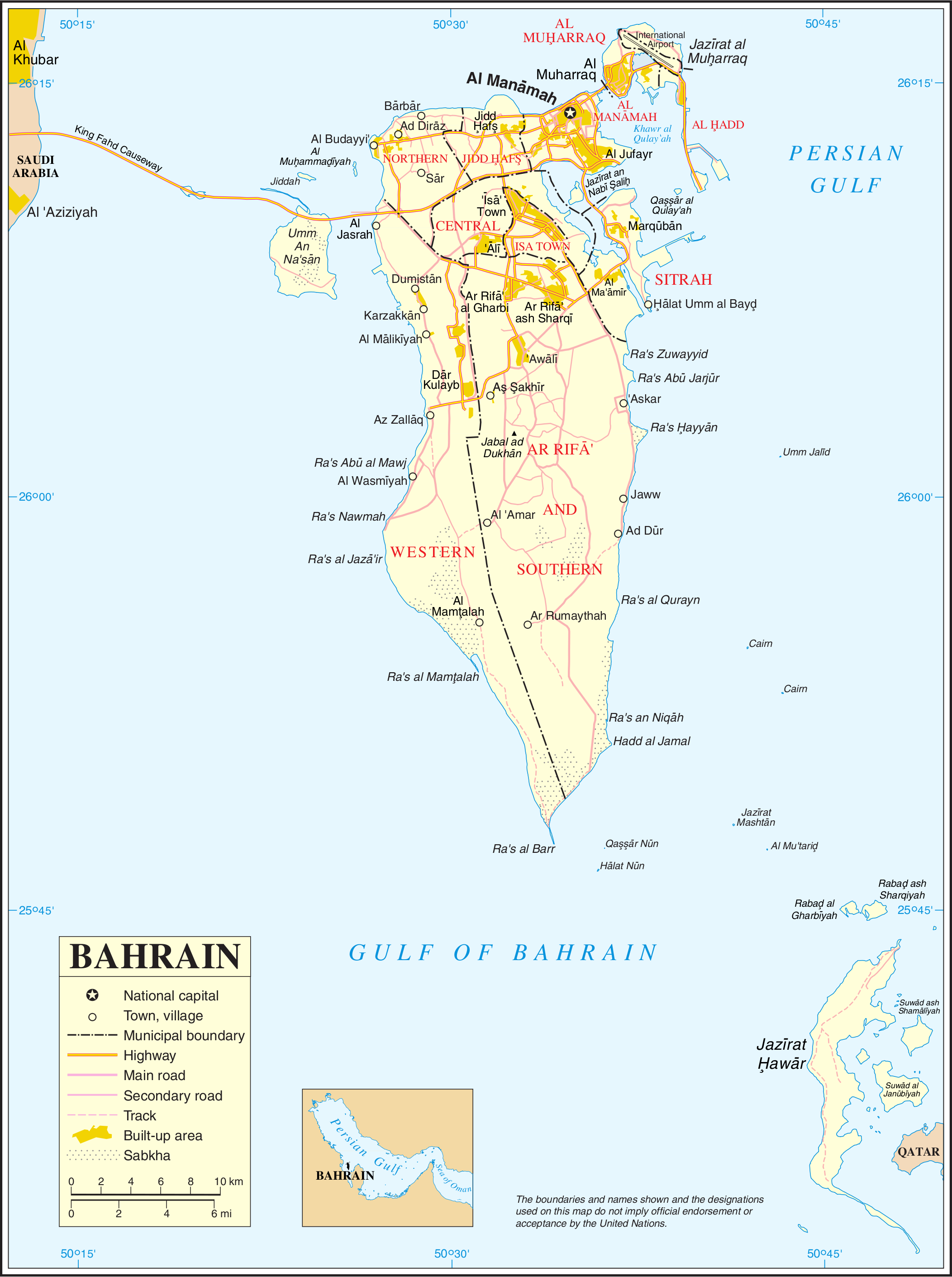
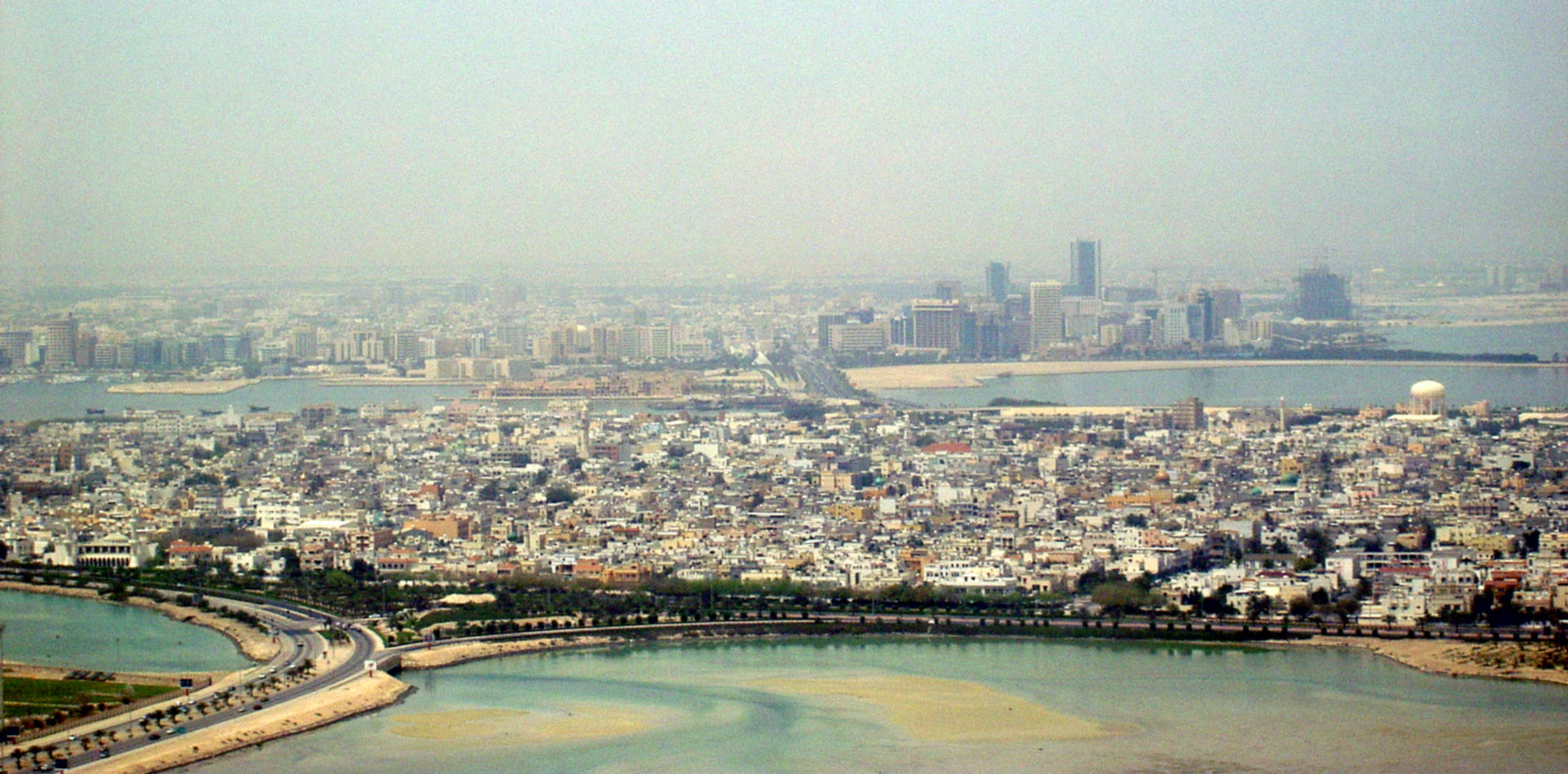